# Camera dei consiglieri (Marocco)
La Camera dei consiglieri (in arabo: مجلس المستشارين, Majlis al-Moustacharine, in berbero: ⴰⵙⵇⵇⵉⵎ ⵏ ⵉⵏⵙⴼⴰⵡⵏ, Asqqim n Insfawn, in francese: Chambre des conseillers) è la camera alta del Parlamento del Marocco e conta 120 membri, eletti per un mandato di sei anni. 72 membri sono eletti a livello regionale, e rappresentano le aree amministrative subnazionali (collettività territoriali); 20 membri sono eletti in ogni regione da un unico collegio elettorale composto da tutti i consiglieri della regione interessata che sono stati eletti nelle seguenti associazioni professionali: le associazioni degli agricoltori, le associazioni del commercio, industria e servizi, le associazioni delle arti e mestieri e le associazioni della pesca marittima; 8 membri sono eletti in ogni regione da un collegio elettorale composto da consiglieri eletti dalle organizzazioni professionali dei datori di lavoro più rappresentativi; 20 membri sono eletti a livello nazionale da un collegio elettorale composto dai dipendenti.
La Costituzione del Marocco del 2011 ha mantenuto questa seconda camera, ma ha ridotto il suo mandato da 9 a 6 anni e le sue dimensioni a 120 seggi.

## Storia
Nel 1962, la Camera dei consiglieri viene istituita per la prima volta, nel 1970 verrà soppressa e nel 1996 è ristabilita a seguito di una riforma della costituzione.
Nel 2011, il suo funzionamento è stato modificato dalla nuova costituzione. Mentre nella Costituzione del 1996, la Camera dei consiglieri poteva votare una mozione di censura, d'ora in poi solo la Camera dei rappresentanti può investire il governo, votare una questione di fiducia o una mozione di censura.

## Presidenti della Camera dei consiglieri
| Ritratto | Ritratto | Presidente               | Inizio          | Fine             | Partito                                               |
| -------- | -------- | ------------------------ | --------------- | ---------------- | ----------------------------------------------------- |
| 1        |          | M'Fedel Cherkaoui        | 1963            | 1965             | Fronte per la Difesa delle Istituzioni Costituzionali |
| 2        |          | Mohamed Jalal Said       | 1997            | 2000             | Unione Costituzionale                                 |
| 3        |          | Mustapha Oukacha         | 2000            | 13 novembre 2008 | Raggruppamento Nazionale degli Indipendenti           |
| 4        |          | Maâti Benkaddour         | 13 gennaio 2009 | 13 ottobre 2009  | Raggruppamento Nazionale degli Indipendenti           |
| 5        |          | Mohamed Cheikh Biadillah | 13 ottobre 2009 | 13 ottobre 2015  | Partito Autenticità e Modernità                       |
| 6        |          | Abdelhakim Benchemach    | 13 ottobre 2015 | 9 ottobre 2021   | Partito Autenticità e Modernità                       |
| 7        |          | Naam Miyara              | 9 ottobre 2021  | in carica        | Unione Generale dei Lavoratori Marocchini             |